# 千年湖
『千年湖』（原題：천년호）は2003年に公開された韓国映画。日本では2005年に公開された。主演はチョン・ジュノ。中国浙江省で8ヵ月に及ぶ長期ロケを行い、総製作費は60億ウォン。1969年に制作された申相玉監督の同名映画のリメーク作品である。

## あらすじ
統一新羅時代を背景に千年の時を超える湖の謎と闇の歴史に翻弄される男女の純粋な愛を描いた哀しく美しい物語。戦乱の中沈み行く王朝の若き勇将（チョン・ジュノ）と彼を慕う若くて魅力的な女（キム・ヒョジン）に降りかかる予期することのできない残酷な運命、そして湖に満ちる涙と究極の愛を描いた感動の純愛ストーリー。

## キャスト
- ピ・ハラン将軍
  - 演：チョン・ジュノ/日本語吹替え：松岡大介
- チャ・ウンビ
  - 演：キム・ヒョジン/日本語吹替え：吉田直子
- 真聖女王
  - 演：キム・ヘリ/日本語吹替え：若泉絵子
- ミョヒョン道士
  - 演：チェ・ウォンソク/日本語吹替え：赤城進
- タリ
  - 演：イ・ハンガル/日本語吹替え：村上広一
- ムンス大臣
  - 演：カン・シニル/日本語吹替え：池田知聡
- パン・オラン将軍（護衛隊長）
  - 演：ホ・サン/日本語吹替え：吉松簾

## DVD
- 千年湖（PCBE-51804 ポニーキャニオン）2005年12月7日/シネマスコープ/ドルビーデジタル/PG-12